# Hawthornden-díj
A Hawthornden-díj Alice Warrender által alapított angol irodalmi díj. Az általa kijelölt bizottság ítéli oda 1919 óta évente (ezzel az egyik legpatinásabb angol irodalmi díj), kb. 10 000 angol font értékben, ezüstérem kíséretében. A díj „a legfantáziadúsabb írásmű” jutalmazását szolgálja („best work of imaginative literature”), de műfaji kötöttségek nélkül – regények és lírai alkotások mellett jutalmazták már drámák, önéletrajzok, útinaplók szerzőit is e díjjal, különösen a fiatalabb korosztályokat.

## Díjazottak
- 2012 – Ali Smith, There But For The
- 2011 – Candia McWilliam, What to Look for in Winter
- 2010 – Alice Oswald, A Sleepwalk on the Severn
- 2009 – Patrick French, The World Is What It Is
- 2008 – Nicola Barker, Darkmans
- 2007 – M. J. Hyland, Carry Me Down
- 2006 – Alexander Masters, Stuart: A Life Backwards
- 2005 – Justin Cartwright, The Promise of Happiness
- 2004 – Jonathan Bate, John Clare: A Biography
- 2003 – William Fiennes, The Snow Geese
- 2002 – Eamon Duffy, The Voices of Morebath: Reformation and Rebellion in an English Village
- 2001 – Helen Simpson, Hey Yeah Right Get a Life
- 2000 – Michael Longley, The Weather in Japan
- 1999 – Antony Beevor, Stalingrad
- 1998 – Charles Nicholl, Somebody Else: Arthur Rimbaud in Africa, 1880-91
- 1997 – John Lanchester, The Debt to Pleasure
- 1996 – Hilary Mantel, An Experiment in Love
- 1995 – James Michie, The Collected Poems
- 1994 – Tim Pears, In the Place of Fallen Leaves
- 1993 – Andrew Barrow, The Tap Dancer
- 1992 – Ferdinand Mount, Of Love and Asthma
- 1991 – Claire Tomalin, The Invisible Woman: The Story of Nelly Ternan and Charles Dickens
- 1990 – Kit Wright, Short Afternoons
- 1989 – Alan Bennett, Talking Heads
- 1988 – Colin Thubron, Behind the Wall: A Journey through China
- 1984–1987 – Nem osztottak díjat
- 1983 – Jonathan Keates, Allegro Postillions
- 1982 – Timothy Mo, Sour Sweet
- 1981 – Douglas Dunn, St. Kilda's Parliament
- 1980 – Christopher Reid, Arcadia
- 1979 – P. S. Rushforth, Kindergarten
- 1978 – David Cook, Walter
- 1977 – Bruce Chatwin, In Patagonia
- 1976 – Robert Nye, Falstaff
- 1975 – David Lodge, Changing Places
- 1974 – Oliver Sacks, Awakenings
- 1971–1973 – Nem osztottak díjat
- 1970 – Piers Paul Read, Monk Dawson
- 1969 – Geoffrey Hill, King Log
- 1968 – Michael Levey, Early Renaissance
- 1967 – Michael Frayn, The Russian Interpreter
- 1966 – Nem osztottak díjat
- 1965 – William Trevor, The Old Boys
- 1964 – V. S. Naipaul, Mr. Stone and the Knights Companion
- 1963 – Alistair Horne, The Price of Glory: Verdun 1916
- 1962 – Robert Shaw, The Sun Doctor
- 1961 – Ted Hughes, Lupercal
- 1960 – Alan Sillitoe, The Loneliness of the Long Distance Runner (magyarul: A hosszútávfutó magányossága, 1970)
- 1959 – Nem osztottak díjat
- 1958 – Dom Moraes, A Beginning
- 1945–1957 – Nem osztottak díjat
- 1944 – Martyn Skinner, Letters to Malaya
- 1943 – Sidney Keyes, The Cruel Solstice and The Iron Laurel
- 1942 – John Llewellyn Rhys, England is My Village
- 1941 – Graham Greene, The Power and the Glory
- 1940 – James Pope-Hennessy, London Fabric
- 1939 – Christopher Hassall, Penthesperon
- 1938 – David Jones, In Parenthesis
- 1937 – Ruth Pitter, A Trophy of Arms
- 1936 – Evelyn Waugh, Edmund Campion
- 1935 – Robert Graves, I, Claudius
- 1934 – James Hilton, Lost Horizon
- 1933 – Victoria Sackville-West, Collected Poems
- 1932 – Charles Morgan, The Fountain
- 1931 – Kate O'Brien, Without My Cloak
- 1930 – Geoffrey Dennis, The End of the World
- 1929 – Lord David Cecil, The Stricken Deer: or The Life of Cowper
- 1928 – Siegfried Sassoon, Memoirs of a Fox-Hunting Man
- 1927 – Henry Williamson, Tarka the Otter
- 1926 – Vita Sackville-West, The Land
- 1925 – Seán O’Casey, Juno and the Paycock
- 1924 – Ralph Hale Mottram, The Spanish Farm
- 1923 – David Garnett, Lady Into Fox
- 1922 – Edmund Blunden, The Shepherd
- 1921 – Romer Wilson, The Death of Society
- 1920 – John Freeman, Poems New and Old
- 1919 – Edward Shanks, The Queen of China

## Külső hivatkozások
- The Times